# Amphicyon lydekkeri
Az Amphicyon lydekkeri az emlősök (Mammalia) osztályának ragadozók (Carnivora) rendjébe, ezen belül a fosszilis medvekutyafélék (Amphicyonidae) családjába és az Amphicyoninae alcsaládjába tartozó faj.

## Tudnivalók
Az Amphicyon lydekkeri előfordulási területe Ázsia volt. Maradványait a pakisztáni Dhok Pathan-lelőhelyen találták meg. Az itteni réteg a késő pliocénből származik, azaz körülbelül 2,6 millió éves; ez pedig azt jelenti, hogy az Amphicyon lydekkeri, az eddigi felfedezett medvekutyák között a legutóbb élt faj. Az állatot 1910-ben, Pilgrim írta le és nevezte meg, de nem Amphicyon-ként hanem Arctamphicyon-ként; a későbbi vizsgálatok azt mutatták, hogy állat igen hasonlít az Amphicyon-fajokra, tehát közéjük lett besorolva, így nyerte el a mai nevét. Az állat a fajnevét, azaz a lydekkeri-t, Richard Lydekker, angol zoológus, geológus és természetíró tiszteletére kapta. Lydekker leírt és megnevezett egy másik ázsiai medvekutyafajt.

## Fordítás
- Ez a szócikk részben vagy egészben  az   Amphicyon#Species című angol Wikipédia-szócikk ezen változatának fordításán alapul.  Az eredeti cikk szerkesztőit annak laptörténete sorolja fel. Ez a jelzés csupán a megfogalmazás eredetét és a szerzői jogokat jelzi, nem szolgál a cikkben szereplő információk forrásmegjelöléseként.